# Catalans de Sardaigne
Les Catalans de Sardaigne sont un groupe ethnique habitant la Sardaigne, de langue catalane.

## Histoire
Les Catalans de Sardaigne se sont établis dans l'île après son annexion par la couronne d'Aragon (1323), où le catalan était la principale composante ethno-linguistique.
La Sardaigne connut alors un certain peuplement de Catalans (catholiques) jusqu'à la perte de l'île par le Royaume d'Espagne (successeur de l'Aragon) en 1720 à la suite d'un échange avec la maison de Savoie qui cède la Sicile aux Espagnols.
Depuis la prise de possession de l'île par la Savoie, le catalan n'y est plus langue officielle et il en a progressivement disparu. Aujourd'hui, il ne reste de Catalans que dans la ville d'Alghero (L'Alguer). Cette ville située à l'extrémité nord-ouest de l'île a été conquise en 1358 par les Aragonais et peuplée par des Catalans après l'expulsion de la population autochtone.
Des études génétiques ont mis en évidence que l'adoption historique de la langue catalane n'est pas due à une parenté biologique de la population locale avec celle de la Catalogne, les échantillons testés étant plus similaires au reste de la population sarde.

## Culture catalane
À partir de la seconde moitié du XIVe siècle, la peinture catalane est exportée en Sardaigne et des artistes catalans comme Rafael Thomas et Joan Figuera ouvrent des ateliers et opèrent dans les églises de Cagliari et L'Alguer avec l'introduction du retable comme celui de san Bernardino conservé à la Pinacothèque nationale de Cagliari (it). Elle perdure bien au-delà du règne aragonais jusqu'au début du XVIe siècle.
L'architecture quant à elle se caractérise par le style gothique-catalan comme le témoigne la Basilique Notre-Dame de Bonaria, construite entre 1324 et 1326.
L'architecture gothique catalane a été introduite en Sardaigne par les Aragonais au XIVe siècle lors de la conquête militaire de l'île. Pour la construction des églises elle se caractérise par un plan à nef unique, parfois avec des chapelles latérales entre contreforts, des presbytères quadrangulaires ou polygonaux dont le nombre de côtés est égal au nombre de travées.

## De nos jours

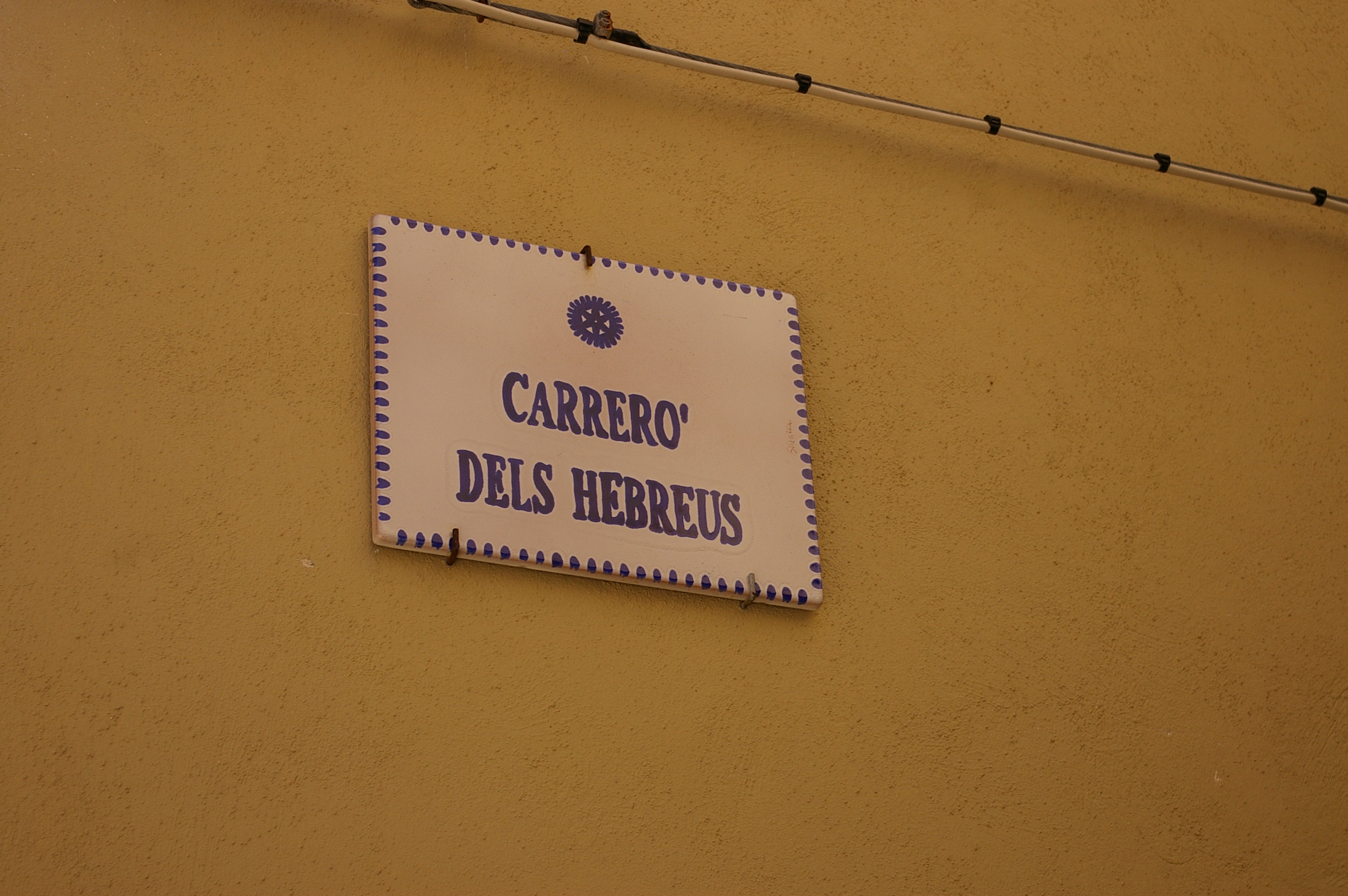
Plaque de rue en catalan à Alghero

À Alghero, le catalan est reconnu comme langue minoritaire, enseigné à l'école et les panneaux routiers sont bilingues (italien-catalan), voire trilingues (italien-catalan-sarde).
Dans cette ville, ils représentent environ 50 % des habitants soit environ 20 000 personnes (1,7 % de la population de la Sardaigne et 0,07 % de l'Italie). La loi n°482 de 1999 de la République italienne protège les minorités linguistiques historiques. Le catalan qui est reconnu « langue des minorités historiques » occupe la cinquième place des langues minoritaires.
Selon une enquête menée par la Généralité de Catalogne en 2004, l'usage du catalan par les habitants de L'Alguer est le suivant :
- 90 % le comprennent ;
- 46,5 % le lisent ;
- 61,3 % le parlent ;
- 13,6 % l'écrivent.

Le gouvernement de la Région autonome de Sardaigne maintient un site d'information en catalan cat.alguer.it. Par ailleurs, une délégation de la Generalitat de Catalunya, le gouvernement autonome de la Catalogne, a son siège à Alghero.